# 獨臂神尼
“獨臂神尼”是由陳烈品執導的1969年香港武俠電影。這是麒麟影業公司的最後一部電影。

## 概要
明崇禎末年，國事日非，外有清虜窺伺，内有李闖竄擾，邊關經略熊廷弼，外抗強敵，内為奸人制肘，反参奏廷弼守土無方，廷弼秉孤臣孽子之心，决為國盡忠……

## 演員
- 呂奇 飾 華雲表
- 雪妮 飾 文鳳子
- 李居安 飾 柳鳴鶯
- 石堅 飾 八八道士
- 林靜 飾 神尼／一葉老尼
- 容玉意 飾 金吊兒
- 吳殷志 飾 巫煞
- 江文聲 飾 常山龍
- 司馬華龍 飾 熊廷弼
- 袁小田 飾 燃藜和尚
- 藍天 飾 毛大剛
- 華雲峰 飾 雲眠子
- 柳青 飾 花鵰兒
- 洪金寶
- 鄧祥 飾 雲天祿
- 黎玉嬋 飾 貂戟
- 劉準
- 胡平
- 朱由高

## 職員
- 監製：梁杰佑
- 攝影：梁洪
- 燈光：李九
- 佈景：陳景新
- 錄音：孫冰韻
- 美術：董培新
- 化妝：謝澤源
- 場記：黃樹棠
- 服装：黎珠
- 道具：麥叔明
- 配音：王居仁
- 效果：李克
- 音响：香港錄音公司
- 特别道具：張生
- 髮式：坤嫂
- 沖印：日本東洋現像所
- 代攝：永華製片廠
- 編劇：司徒安
- 武術：梁少松
- 副演：梁卓
- 剪接：余燦峰
- 主理：江紹華
- 製片：鄭啟明
- 導演：陳烈品
- 出品公司：麒麟影業公司